# Miles Davis Vol. 3
Miles Davis Vol. 3 è un album di Miles Davis pubblicato dalla Blue Note Records nel 1954.

## Il disco
Realizzato come LP a 10 pollici, il disco fu il terzo e ultimo album di Davis per la Blue Note dopo Young Man with a Horn e Miles Davis Vol. 2 e non è stato mai ristampato nel formato più grande o su CD. I brani furono successivamente inclusi negli album a 12 pollici noti come Miles Davis Volume 1 e Miles Davis Volume 2 del 1955. Nel 2001 tutte le tracce incise da Davis per la Blue Note tra il 1952 e il 1954 furono incluse rimasterizzate in due CD con gli stessi titoli, ma con scalette diverse rispetto agli album del 1955.
Quella del 6 marzo 1954 fu la prima seduta di registrazione del trombettista dopo il periodo passato nel tentativo di disintossicarsi dall'eroina e segnò l'inizio di un processo di rinascita personale e professionale che lo portò ai successi degli anni successivi. Fu anche la prima di una serie di sessioni realizzate nella primavera del 1954 con il pianista Horace Silver che proprio alla fine di quell'anno, insieme al batterista Art Blakey, fondò i Jazz Messengers, capiscuola dell'hard bop. A differenza delle precedenti registrazioni per la Blue Note, realizzate sempre in sestetto con il supporto del trombonista J. J. Johnson e di un sassofonista, in questa occasione Davis scelse una formazione più piccola, senza altri fiati, che, oltre a Silver e Blakey, comprendeva il bassista Percy Heath. Solo nove giorni dopo Davis registrò con lo stesso quartetto un altro gruppo di brani, questa volta per la Prestige Records, poi in aprile registrò la fortunata Walkin' e a giugno la serie di brani composti da Sonny Rollins Oleo, Airegin e Doxy che conclusero la sua collaborazione con Silver, ma che furono annoverati tra i migliori episodi del primo hard bop e aumentarono di molto le quotazioni di Davis presso il pubblico e la critica.
Il 6 marzo furono incisi sei brani. A dimostrazione delle migliorate condizioni di Miles Davis è da segnalare il fatto che in questa occasione il trombettista inserì in scaletta ben quattro sue composizioni, mentre l'anno precedente si era affidato a standard del bebop e a composizioni altrui. Tutte e quattro sono comunque rivisitazioni di suoi vecchi brani qui reinterpretati con una rinnovata visione musicale. Una ricerca non conclusa comunque, visto che gli unici brani non suoi, Well, You Needn't di Thelonious Monk e It Never Entered My Mind di Rodgers e Hart furono in seguito riprese con il suo famoso primo quintetto.
Take Off è una nuova rivisitazione di Conception del pianista e compositore inglese George Shearing (registrata da Davis per la Prestige nell'ottobre del 1951 e poi inclusa in Dig) che col titolo di Deception era stata incisa con la formazione di Birth of the Cool. Come la precedente, Lazy Susan è la rivisitazione senza il tema iniziale di un brano già nel suo repertorio, in questo caso Ladybird di Tadd Dameron che Davis aveva già usato come base per la sua Half Nelson nel 1947 (poi anch'essa ripresa con il quintetto con John Coltrane nel 1956). The Leap si basa sulla sequenza armonica di Get Happy, canzone portata al successo da Judy Garland. Il "salto" (leap) del titolo si riferisce al martellante e "saltellante" accompagnamento di Horace Silver e agli stacchi nel mezzo dell'assolo di tromba che ogni volta riportano alla serie degli accordi principale. Well, You Needn't, uno dei temi più conosciuti e caratteristici di Thelonious Monk, è qui eseguita in una forma molto più lenta e rilassata rispetto alle future versioni (tra le quali una senza tema intitolata I Didn't e incisa l'anno dopo per la Prestige). Diventerà uno dei classici dell'hard bop e del soul jazz (ad esempio nell'interpretazione di Cannonball Adderley). Weirdo è una versione embrionale della futura Walkin', ma è anche una rivisitazione di un altro brano di Davis del 1947 come nel caso di Lazy Susan (basata su Half Nelson). Unico standard proveniente dal Great American Songbook e unica ballad del disco è It Never Entered My Mind che in seguito Davis suonerà sempre con la sordina Harmon, mentre qui è interpretata con una sordina "a cappello" (cup mute) ma senza l'uso dell'effetto wha wha.

## Tracce
Lato A
1. Take Off - (Miles Davis) - 3:37
2. It Never Entered My Mind - (Richard Rodgers, Lorenz Hart) - 4:02
3. Well, You Needn't - (Thelonious Monk) - 5:20

Lato B
1. Lazy Susan - (Miles Davis) - 4:00
2. Weirdo - (Miles Davis) - 4:42
3. The Leap - (Miles Davis) - 4:28

## Formazione
- Miles Davis – tromba
- Horace Silver – pianoforte
- Percy Heath – contrabbasso
- Art Blakey – batteria

## Edizioni
- 1954 – LP 10", Blue Note Records BLP 5040[2]